# Élections cantonales de 2008 dans l'Essonne
Les élections cantonales dans l’Essonne se sont déroulées les dimanches 9 et 16 mars 2008. Elles avaient pour but d’élire la moitié des conseillers généraux du département français de l’Essonne qui siègent au conseil général de l'Essonne pour un mandat de six années.

## Contexte légal
Pour la première fois, l’article 4 de la loi no 2007-128 votée le 31 janvier 2007 obligeait les candidats à présenter un suppléant de sexe opposé au titulaire. Initialement prévues courant mars 2007, années où se sont aussi déroulées l’élection présidentielle et les élections législatives, les élections cantonales furent reportées d’un an par la loi no 2005-1563 du 15 décembre 2005 prorogeant la durée du mandat des conseillers municipaux et des conseillers généraux.

## Contexte départemental

### Assemblée départementale sortante

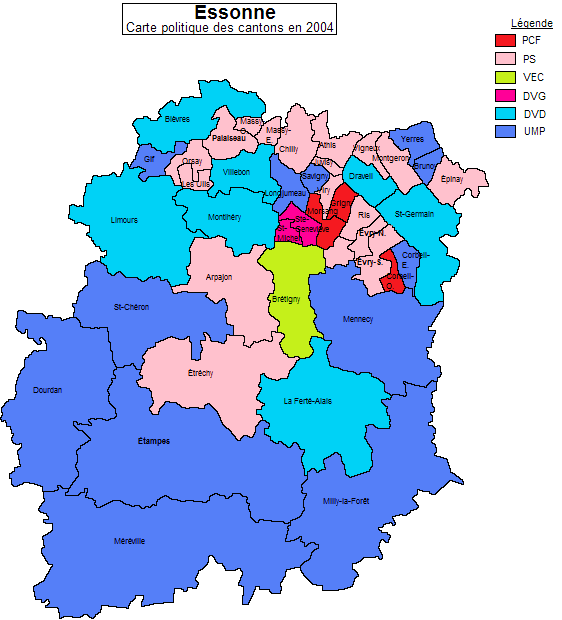
Répartition géographique et politique des conseillers généraux de l’Essonne en 2004.

Avant les élections, le conseil général de l'Essonne était présidé par le socialiste Michel Berson. L’assemblée départementale comptait quarante-deux conseillers généraux issus des quarante-deux cantons de l’Essonne. Vingt-et-un d’entre eux étaient renouvelables lors de ce scrutin.
| Parti                             | Sigle | Élus |
| --------------------------------- | ----- | ---- |
| Majorité (23 sièges)              |       |      |
| Parti socialiste                  | PS    | 17   |
| Parti communiste français         | PCF   | 3    |
| Divers gauche                     | DVG   | 2    |
| Europe Écologie Les Verts         | EELV  | 1    |
| Opposition (19 sièges)            |       |      |
| Union pour un mouvement populaire | UMP   | 13   |
| Divers droite                     | DVD   | 6    |
| Président du conseil général      |       |      |
| Michel Berson (PS)                |       |      |

## Résultats à l’échelle du département

### Répartition politique des résultats
Répartition départementale des résultats (2e tour).
- UMP (49,63 %)
- MoDem (1,55 %)
- DVG (4,84 %)
- PS (42,04 %)
- PCF (1,95 %)

| Étiquette      | Étiquette                         | Premier tour | Premier tour | Second tour | Second tour | Total |
| Étiquette      | Étiquette                         | Voix         | %            | Voix        | %           | Total |
| -------------- | --------------------------------- | ------------ | ------------ | ----------- | ----------- | ----- |
|                | Parti socialiste                  | 64 279       | 28,13        | 65 905      | 42,04       | 9     |
|                | Les Verts                         | 15 468       | 6,77         |             |             |       |
|                | Parti communiste français         | 13 215       | 5,78         | 3 051       | 1,95        | 0     |
|                | Divers gauche                     | 11 165       | 4,89         | 7 581       | 4,84        | 1     |
|                | Extrême gauche                    | 558          | 0,24         |             |             |       |
| Gauche         | Gauche                            | 104 685      | 45,81        | 25 385      | 54,72       | 10    |
|                |                                   |              |              |             |             |       |
|                | Union pour un mouvement populaire | 65 964       | 28,86        | 77 796      | 49,63       | 7     |
|                | Divers droite                     | 35 357       | 15,47        |             |             | 4     |
|                | Mouvement démocrate               | 16 074       | 7,03         | 2 424       | 1,55        | 0     |
|                | Front national                    | 6 465        | 2,83         |             |             |       |
| Droite         | Droite                            | 123 860      | 54,19        | 21 007      | 45,28       | 11    |
|                |                                   |              |              |             |             |       |
| Inscrits       | Inscrits                          | 398 713      | 100,00       | 308 326     | 100,00      |       |
| Abstentions    | Abstentions                       | 163 655      | 41,05        | 146 292     | 47,45       |       |
| Votants        | Votants                           | 107 738      | 58,95        | 47 805      | 52,55       |       |
| Blancs et nuls | Blancs et nuls                    | 6 513        | 2,77         | 5 277       | 3,26        |       |
| Exprimés       | Exprimés                          | 228 545      | 97,23        | 156 757     | 96,74       |       |

### Résultats en nombre de sièges
| Groupes | Groupes                           | Sièges précédents | Nouveaux élus | Évolution       |
| ------- | --------------------------------- | ----------------- | ------------- | --------------- |
|         | Communistes                       | 3                 | 3             | en stagnation   |
|         | Divers droite                     | 2                 | 2             | en stagnation   |
|         | Divers gauche                     | 2                 | 2             | en stagnation   |
|         | Parti socialiste                  | 17                | 20            | en augmentation |
|         | Union pour un mouvement populaire | 13                | 11            | en diminution   |
|         | Union Pour l’Essonne              | 4                 | 4             | en stagnation   |
|         | Verts                             | 1                 | 0             | en diminution   |

### Assemblée départementale à l’issue des élections

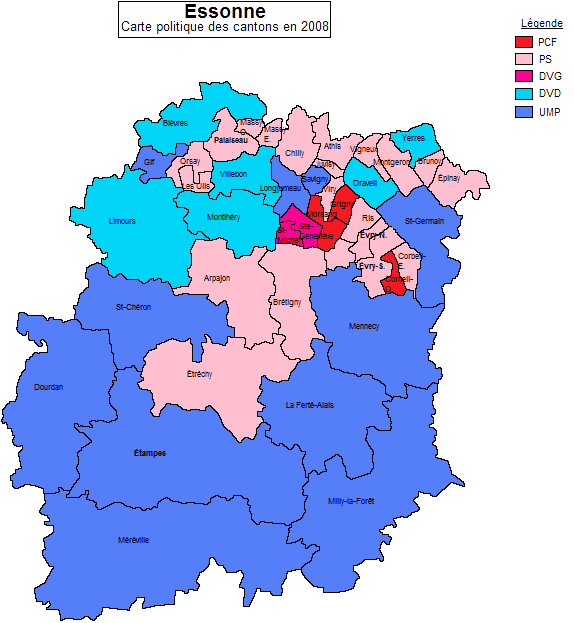
Répartition géographique et politique des conseillers généraux de l’Essonne en 2008.

Après les élections, le conseil général de l'Essonne était présidé par le socialiste Michel Berson, à la tête d’une majorité socialiste renforcée, d’un groupe communiste réduit et d’un groupe Verts supprimé, face à une opposition composée d’élus UMP moins nombreux, en partie au profit du groupe dissident Union Pour l’Essonne renforcé face à un candidat divers droite isolé.
| Parti                             | Sigle | Élus |
| --------------------------------- | ----- | ---- |
| Majorité (25 sièges)              |       |      |
| Parti socialiste                  | PS    | 20   |
| Parti communiste français         | PCF   | 3    |
| Divers gauche                     | DVG   | 2    |
| Opposition (17 sièges)            |       |      |
| Union pour un mouvement populaire | UMP   | 11   |
| Divers droite                     | DVD   | 6    |
| Président du conseil général      |       |      |
| Michel Berson (PS)                |       |      |

### Liste des élus
| Canton                    | Conseiller sortant         | Parti | Parti     | Conseiller élu        | Parti | Parti |
| ------------------------- | -------------------------- | ----- | --------- | --------------------- | ----- | ----- |
| Bièvres                   | Thomas Joly                |       | DVD       | Thomas Joly           |       | DVD   |
| Brétigny-sur-Orge         | Paul Simon                 |       | Les Verts | Michel Pouzol         |       | PS    |
| Brunoy                    | Michel Dumont              |       | UMP       | Édouard Fournier      |       | PS    |
| Corbeil-Essonnes-Est      | Jean-Michel Fritz          |       | UMP       | Carlos Da Silva       |       | PS    |
| Étampes                   | Jean-Pierre Colombani*     |       | UMP       | Jean Perthuis         |       | UMP   |
| Évry-Nord                 | Michel Berson              |       | PS        | Michel Berson         |       | PS    |
| La Ferté-Alais            | Guy Gauthier               |       | DVD       | Guy Gauthier          |       | UMP   |
| Les Ulis                  | Maud Olivier               |       | PS        | Maud Olivier          |       | PS    |
| Limours                   | Christian Schoettl         |       | DVD       | Christian Schoettl    |       | DVD   |
| Longjumeau                | Guy Malherbe*              |       | UMP       | Marianne Duranton     |       | UMP   |
| Mennecy                   | Patrick Imbert             |       | UMP       | Patrick Imbert        |       | UMP   |
| Montgeron                 | Gérald Hérault             |       | PS        | Gérald Hérault        |       | PS    |
| Palaiseau                 | Catherine Poutier-Lombard* |       | PS        | Claire Robillard      |       | PS    |
| Ris-Orangis               | Thierry Mandon             |       | PS        | Thierry Mandon        |       | PS    |
| Saint-Chéron              | Jean-Pierre Delaunay       |       | UMP       | Jean-Pierre Delaunay  |       | UMP   |
| Saint-Germain-les-Corbeil | Yves Robineau*             |       | DVD       | François Fuseau       |       | UMP   |
| Saint-Michel-sur-Orge     | Jean-Loup Englander        |       | DVG       | Jean-Loup Englander   |       | DVG   |
| Savigny-sur-Orge          | Éric Mehlhorn              |       | UMP       | Éric Mehlhorn         |       | UMP   |
| Villebon-sur-Yvette       | Dominique Fontenaille      |       | DVD       | Dominique Fontenaille |       | DVD   |
| Viry-Châtillon            | Gabriel Amard*             |       | PS        | Paul Da Silva         |       | PS    |
| Yerres                    | François Durovray*         |       | UMP       | Nicole Lamoth         |       | DVD   |

## Résultats par canton

### Canton de Bièvres
- Conseiller général sortant dans le canton de Bièvres : Thomas Joly (DVD)
- Conseiller général élu dans le canton de Bièvres : Thomas Joly (DVD)

| Candidats      | Candidats             | Étiquette      | Premier tour | Premier tour |
| Candidats      | Candidats             | Étiquette      | Voix         | %            |
| -------------- | --------------------- | -------------- | ------------ | ------------ |
|                | Thomas Joly           | DVD            | 6 675        | 55,37        |
|                | Pierre Guyard         | PS             | 3 242        | 26,89        |
|                | Jean-Vincent Placé    | VEC            | 1 457        | 12,09        |
|                | Dominique Grissolange | PCF            | 681          | 5,65         |
|                |                       |                |              |              |
| Inscrits       | Inscrits              | Inscrits       | 19 951       | 100,00       |
| Abstentions    | Abstentions           | Abstentions    | 7 617        | 38,18        |
| Votants        | Votants               | Votants        | 12 334       | 61,82        |
| Blancs et nuls | Blancs et nuls        | Blancs et nuls | 279          | 2,26         |
| Exprimés       | Exprimés              | Exprimés       | 12 055       | 97,74        |

### Canton de Brétigny-sur-Orge
- Conseiller général sortant dans le canton de Brétigny-sur-Orge : Paul Simon (VEC)
- Conseiller général élu dans le canton de Brétigny-sur-Orge : Michel Pouzol (PS)

| Candidats      | Candidats          | Étiquette      | Premier tour | Premier tour | Second tour | Second tour |
| Candidats      | Candidats          | Étiquette      | Voix         | %            | Voix        | %           |
| -------------- | ------------------ | -------------- | ------------ | ------------ | ----------- | ----------- |
|                | Michaël Christophe | UMP            | 3 421        | 27,17        | 6 008       | 48,80       |
|                | Michel Pouzol      | PS             | 2 938        | 23,34        | 6 303       | 51,20       |
|                | Paul Simon         | VEC            | 2 109        | 16,75        |             |             |
|                | Fabien Micou       | MoDem          | 1 639        | 13,02        |             |             |
|                | Philippe Camo      | PCF            | 1 511        | 12,00        |             |             |
|                | Marie Reis         | FN             | 971          | 7,71         |             |             |
|                |                    |                |              |              |             |             |
| Inscrits       | Inscrits           | Inscrits       | 22 538       | 100,00       | 22 532      | 100,00      |
| Abstentions    | Abstentions        | Abstentions    | 9 544        | 42,35        | 9 741       | 43,23       |
| Votants        | Votants            | Votants        | 12 994       | 57,65        | 12 791      | 56,77       |
| Blancs et nuls | Blancs et nuls     | Blancs et nuls | 405          | 3,12         | 480         | 3,75        |
| Exprimés       | Exprimés           | Exprimés       | 12 589       | 96,88        | 12 311      | 96,25       |

### Canton de Brunoy
- Conseiller général sortant dans le canton de Brunoy : Michel Dumont (UMP)
- Conseiller général élu dans la canton de Brunoy : Édouard Fournier (PS)

| Candidats      | Candidats           | Étiquette      | Premier tour | Premier tour | Second tour | Second tour |
| Candidats      | Candidats           | Étiquette      | Voix         | %            | Voix        | %           |
| -------------- | ------------------- | -------------- | ------------ | ------------ | ----------- | ----------- |
|                | Édouard Fournier    | PS             | 2 229        | 25,50        | 4 166       | 50,69       |
|                | Bruno Gallier       | DVD            | 1 925        | 22,03        | Retrait     | Retrait     |
|                | Michel Dumont       | UMP            | 1 852        | 21,19        | 4 052       | 49,31       |
|                | Dominique Chemla    | DVD            | 673          | 7,70         |             |             |
|                | Jean-Michel Roussel | VEC            | 651          | 7,45         |             |             |
|                | Dominique Sergi     | MoDem          | 544          | 6,22         |             |             |
|                | Marc André Chapet   | FN             | 480          | 5,49         |             |             |
|                | Simon Holvoet       | PCF            | 386          | 4,42         |             |             |
|                |                     |                |              |              |             |             |
| Inscrits       | Inscrits            | Inscrits       | 17 092       | 100,00       | 17 088      | 100,00      |
| Abstentions    | Abstentions         | Abstentions    | 8 164        | 47,77        | 8 422       | 49,29       |
| Votants        | Votants             | Votants        | 8 928        | 52,23        | 8 666       | 50,71       |
| Blancs et nuls | Blancs et nuls      | Blancs et nuls | 188          | 2,11         | 448         | 5,17        |
| Exprimés       | Exprimés            | Exprimés       | 8 740        | 97,89        | 8 218       | 94,83       |

### Canton de Corbeil-Essonnes-Est
- Conseiller général sortant dans le canton de Corbeil-Essonnes-Est : Jean-Michel Fritz (UMP)
- Conseiller général élu dans le canton de Corbeil-Essonnes-Est : Carlos Da Silva (PS)

| Candidats      | Candidats         | Étiquette      | Premier tour | Premier tour | Second tour | Second tour |
| Candidats      | Candidats         | Étiquette      | Voix         | %            | Voix        | %           |
| -------------- | ----------------- | -------------- | ------------ | ------------ | ----------- | ----------- |
|                | Jean-Michel Fritz | UMP            | 2 228        | 36,28        | 3 233       | 48,85       |
|                | Carlos Da Silva   | PS             | 1 493        | 24,30        | 3 385       | 51,15       |
|                | Michel Nouaille   | PCF            | 1 390        | 22,62        | Retrait     | Retrait     |
|                | Bernadette Lesage | DVD            | 532          | 8,66         |             |             |
|                | Fabrice Thepin    | VEC            | 501          | 8,15         |             |             |
|                |                   |                |              |              |             |             |
| Inscrits       | Inscrits          | Inscrits       | 10 897       | 100,00       | 10 899      | 100,00      |
| Abstentions    | Abstentions       | Abstentions    | 4 608        | 42,29        | 4 051       | 37,17       |
| Votants        | Votants           | Votants        | 6 289        | 57,71        | 6 848       | 62,83       |
| Blancs et nuls | Blancs et nuls    | Blancs et nuls | 145          | 2,31         | 230         | 3,36        |
| Exprimés       | Exprimés          | Exprimés       | 6 144        | 97,69        | 6 618       | 96,64       |

### Canton d’Étampes
- Conseiller général sortant dans le canton d'Étampes : Jean-Pierre Colombani (UMP)
- Conseiller général élu dans le canton d’Étampes : Jean Perthuis (UMP)

| Candidats      | Candidats          | Étiquette      | Premier tour | Premier tour | Second tour | Second tour |
| Candidats      | Candidats          | Étiquette      | Voix         | %            | Voix        | %           |
| -------------- | ------------------ | -------------- | ------------ | ------------ | ----------- | ----------- |
|                | Jean Perthuis      | UMP            | 5 981        | 49,80        | 6 359       | 67,58       |
|                | François Jousset   | PCF            | 2 268        | 18,89        | 3 051       | 32,42       |
|                | Xavier Guiomar     | Verts          | 1 383        | 11,52        |             |             |
|                | Michelle Sakoschek | FN             | 841          | 7,00         |             |             |
|                | Dorothée Sara      | DVG            | 814          | 6,78         |             |             |
|                | Dominique Clavel   | MoDem          | 722          | 6,01         |             |             |
|                |                    |                |              |              |             |             |
| Inscrits       | Inscrits           | Inscrits       | 19 770       | 100,00       | 19 770      | 100,00      |
| Abstentions    | Abstentions        | Abstentions    | 7 391        | 37,38        | 10 008      | 50,62       |
| Votants        | Votants            | Votants        | 12 379       | 62,62        | 9 762       | 49,38       |
| Blancs et nuls | Blancs et nuls     | Blancs et nuls | 370          | 2,99         | 352         | 3,61        |
| Exprimés       | Exprimés           | Exprimés       | 12 009       | 97,01        | 9 410       | 96,39       |

### Canton d’Évry-Nord
- Conseiller général sortant dans le canton d'Évry-Nord : Michel Berson (PS)
- Conseiller général élu dans le canton d’Évry-Nord : Michel Berson (PS)

| Candidats      | Candidats        | Étiquette      | Premier tour | Premier tour | Second tour | Second tour |
| Candidats      | Candidats        | Étiquette      | Voix         | %            | Voix        | %           |
| -------------- | ---------------- | -------------- | ------------ | ------------ | ----------- | ----------- |
|                | Michel Berson    | PS             | 4 246        | 41,51        | 4 856       | 58,84       |
|                | Stéphane Beaudet | UMP            | 3 400        | 33,24        | 3 397       | 41,16       |
|                | Raphaël Michaux  | Verts          | 653          | 6,38         |             |             |
|                | Francis Couvidat | EXG            | 558          | 5,45         |             |             |
|                | Wassel Alfiray   | MoDem          | 463          | 4,53         |             |             |
|                | Jacques Met      | FN             | 426          | 4,16         |             |             |
|                | Diego Diaz       | PCF            | 350          | 3,42         |             |             |
|                | Van Thanh Nguyen | DVD            | 134          | 1,31         |             |             |
|                |                  |                |              |              |             |             |
| Inscrits       | Inscrits         | Inscrits       | 20 007       | 100,00       | 20 007      | 100,00      |
| Abstentions    | Abstentions      | Abstentions    | 9 538        | 47,67        | 11 553      | 57,74       |
| Votants        | Votants          | Votants        | 10 469       | 52,33        | 8 454       | 42,26       |
| Blancs et nuls | Blancs et nuls   | Blancs et nuls | 239          | 2,28         | 201         | 2,38        |
| Exprimés       | Exprimés         | Exprimés       | 10 230       | 97,72        | 8 253       | 97,62       |

### Canton de La Ferté-Alais
- Conseiller général sortant dans le canton de La Ferté-Alais : Guy Gauthier (UMP)
- Conseiller général élu dans le canton de La Ferté-Alais : Guy Gauthier (UMP)

| Candidats      | Candidats       | Étiquette      | Premier tour | Premier tour | Second tour | Second tour |
| Candidats      | Candidats       | Étiquette      | Voix         | %            | Voix        | %           |
| -------------- | --------------- | -------------- | ------------ | ------------ | ----------- | ----------- |
|                | Guy Gauthier    | UMP            | 3 948        | 40,49        | 4 431       | 52,01       |
|                | Élisabeth Blond | PS             | 3 652        | 37,45        | 4 088       | 47,99       |
|                | Henry Perrin    | MoDem          | 1 107        | 11,35        |             |             |
|                | Jacqueline Met  | FN             | 1 044        | 10,71        |             |             |
|                |                 |                |              |              |             |             |
| Inscrits       | Inscrits        | Inscrits       | 16 579       | 100,00       | 16 577      | 100,00      |
| Abstentions    | Abstentions     | Abstentions    | 6 446        | 38,88        | 7 706       | 46,49       |
| Votants        | Votants         | Votants        | 10 133       | 61,12        | 8 871       | 53,51       |
| Blancs et nuls | Blancs et nuls  | Blancs et nuls | 382          | 3,77         | 352         | 3,97        |
| Exprimés       | Exprimés        | Exprimés       | 9 751        | 96,23        | 8 519       | 96,03       |

### Canton de Limours
- Conseiller général sortant dans le canton de Limours : Christian Schoettl (DVD)
- Conseiller général élu dans le canton de Limours : Christian Schoettl (DVD)

| Candidats      | Candidats            | Étiquette      | Premier tour | Premier tour |
| Candidats      | Candidats            | Étiquette      | Voix         | %            |
| -------------- | -------------------- | -------------- | ------------ | ------------ |
|                | Christian Schoettl   | DVD            | 7 164        | 64,72        |
|                | Mouna Mathari        | PS             | 2 797        | 25,27        |
|                | Jacques Lucien Serna | MoDem          | 1 108        | 10,01        |
|                |                      |                |              |              |
| Inscrits       | Inscrits             | Inscrits       | 16 974       | 100,00       |
| Abstentions    | Abstentions          | Abstentions    | 5 480        | 32,28        |
| Votants        | Votants              | Votants        | 11 494       | 67,72        |
| Blancs et nuls | Blancs et nuls       | Blancs et nuls | 425          | 3,70         |
| Exprimés       | Exprimés             | Exprimés       | 11 069       | 96,30        |

### Canton de Longjumeau
- Conseiller général sortant dans le canton de Longjumeau : Guy Malherbe (UMP)
- Conseiller général élu dans le canton de Longjumeau : Marianne Duranton (UMP)

| Candidats      | Candidats          | Étiquette      | Premier tour | Premier tour | Second tour | Second tour |
| Candidats      | Candidats          | Étiquette      | Voix         | %            | Voix        | %           |
| -------------- | ------------------ | -------------- | ------------ | ------------ | ----------- | ----------- |
|                | Marianne Duranton  | UMP            | 6 322        | 42,62        | 7 893       | 55,25       |
|                | Sofiane Belguerras | PS             | 3 581        | 24,14        | 6 392       | 44,75       |
|                | Philippe Schmit    | DVG            | 2 255        | 15,20        |             |             |
|                | Bernard Jacquet    | MoDem          | 1 763        | 11,88        |             |             |
|                | Gilles Dao         | PCF            | 913          | 6,15         |             |             |
|                |                    |                |              |              |             |             |
| Inscrits       | Inscrits           | Inscrits       | 27 499       | 100,00       | 27 499      | 100,00      |
| Abstentions    | Abstentions        | Abstentions    | 12 095       | 43,98        | 12 637      | 45,95       |
| Votants        | Votants            | Votants        | 15 404       | 56,02        | 14 862      | 54,05       |
| Blancs et nuls | Blancs et nuls     | Blancs et nuls | 570          | 3,70         | 577         | 3,88        |
| Exprimés       | Exprimés           | Exprimés       | 14 834       | 96,30        | 14 285      | 96,12       |

### Canton de Mennecy
- Conseiller général sortant dans le canton de Mennecy : Patrick Imbert (UMP)
- Conseiller général élu dans le canton de Mennecy : Patrick Imbert (UMP)

| Candidats      | Candidats          | Étiquette      | Premier tour | Premier tour | Second tour | Second tour |
| Candidats      | Candidats          | Étiquette      | Voix         | %            | Voix        | %           |
| -------------- | ------------------ | -------------- | ------------ | ------------ | ----------- | ----------- |
|                | Patrick Imbert     | UMP            | 7 074        | 45,86        | 7 757       | 57,34       |
|                | Christian Richomme | PS             | 4 392        | 28,47        | 5 771       | 42,66       |
|                | Stéphane Huet      | DVD            | 1 196        | 7,75         |             |             |
|                | Daniel Lanneau     | MoDem          | 1 129        | 7,32         |             |             |
|                | Emmanuel Broz      | DVD            | 892          | 5,78         |             |             |
|                | Patrick Kabelaan   | PCF            | 743          | 4,82         |             |             |
|                |                    |                |              |              |             |             |
| Inscrits       | Inscrits           | Inscrits       | 26 377       | 100,00       | 26 377      | 100,00      |
| Abstentions    | Abstentions        | Abstentions    | 10 343       | 39,21        | 12 367      | 46,89       |
| Votants        | Votants            | Votants        | 16 034       | 60,79        | 14 010      | 53,11       |
| Blancs et nuls | Blancs et nuls     | Blancs et nuls | 608          | 3,79         | 482         | 3,44        |
| Exprimés       | Exprimés           | Exprimés       | 15 426       | 96,21        | 13 528      | 96,56       |

### Canton de Montgeron
- Conseiller général sortant dans le canton de Montgeron : Gérald Hérault (PS)
- Conseiller général élu dans le canton de Montgeron : Gérald Hérault (PS)

| Candidats      | Candidats         | Étiquette      | Premier tour | Premier tour | Second tour | Second tour |
| Candidats      | Candidats         | Étiquette      | Voix         | %            | Voix        | %           |
| -------------- | ----------------- | -------------- | ------------ | ------------ | ----------- | ----------- |
|                | François Durovray | UMP            | 4 251        | 45,12        | 5 046       | 49,88       |
|                | Gérald Hérault    | PS             | 4 079        | 43,30        | 5 070       | 50,12       |
|                | Éric Valat        | MoDem          | 623          | 6,61         |             |             |
|                | Philippe Veriez   | Verts          | 468          | 4,97         |             |             |
|                |                   |                |              |              |             |             |
| Inscrits       | Inscrits          | Inscrits       | 15 209       | 100,00       | 15 209      | 100,00      |
| Abstentions    | Abstentions       | Abstentions    | 5 618        | 36,94        | 4 912       | 32,30       |
| Votants        | Votants           | Votants        | 9 591        | 63,06        | 10 297      | 67,70       |
| Blancs et nuls | Blancs et nuls    | Blancs et nuls | 170          | 1,77         | 181         | 1,76        |
| Exprimés       | Exprimés          | Exprimés       | 9 421        | 98,23        | 10 116      | 98,24       |

### Canton de Palaiseau
- Conseiller général sortant dans le canton de Palaiseau : Catherine Poutier-Lombard (PS)
- Conseiller général élu dans le canton de Palaiseau : Claire Robillard (PS)

| Candidats      | Candidats        | Étiquette      | Premier tour | Premier tour | Second tour | Second tour |
| Candidats      | Candidats        | Étiquette      | Voix         | %            | Voix        | %           |
| -------------- | ---------------- | -------------- | ------------ | ------------ | ----------- | ----------- |
|                | Bernard Vidal    | UMP            | 5 834        | 37,88        | 6 683       | 43,55       |
|                | Claire Robillard | PS             | 5 436        | 35,29        | 8 663       | 56,45       |
|                | Michel Rouyer    | Verts          | 2 588        | 16,80        |             |             |
|                | Serge Guichard   | PCF            | 1 545        | 10,03        |             |             |
|                |                  |                |              |              |             |             |
| Inscrits       | Inscrits         | Inscrits       | 27 213       | 100,00       | 27 214      | 100,00      |
| Abstentions    | Abstentions      | Abstentions    | 11 479       | 42,18        | 11 443      | 42,05       |
| Votants        | Votants          | Votants        | 15 734       | 57,82        | 15 771      | 57,95       |
| Blancs et nuls | Blancs et nuls   | Blancs et nuls | 331          | 2,10         | 425         | 2,69        |
| Exprimés       | Exprimés         | Exprimés       | 15 403       | 97,90        | 15 346      | 97,31       |

### Canton de Ris-Orangis
- Conseiller général sortant dans le canton de Ris-Orangis : Thierry Mandon (PS)
- Conseiller général élu dans le canton de Ris-Orangis : Thierry Mandon (PS)

| Candidats      | Candidats               | Étiquette      | Premier tour | Premier tour | Second tour | Second tour |
| Candidats      | Candidats               | Étiquette      | Voix         | %            | Voix        | %           |
| -------------- | ----------------------- | -------------- | ------------ | ------------ | ----------- | ----------- |
|                | Thierry Mandon          | PS             | 4 101        | 49,91        | 4 357       | 65,83       |
|                | Isabelle Vidal          | UMP            | 1 707        | 20,77        | 2 262       | 34,17       |
|                | Évelyne Cotte-Lheritier | DVG            | 790          | 9,61         |             |             |
|                | Pierre Nègre            | DVD            | 576          | 7,01         |             |             |
|                | Bernard Despalins       | FN             | 557          | 6,78         |             |             |
|                | Didier Chastanet        | Verts          | 486          | 5,91         |             |             |
|                |                         |                |              |              |             |             |
| Inscrits       | Inscrits                | Inscrits       | 15 443       | 100,00       | 15 439      | 100,00      |
| Abstentions    | Abstentions             | Abstentions    | 7 079        | 45,84        | 8 582       | 55,59       |
| Votants        | Votants                 | Votants        | 8 364        | 54,16        | 6 857       | 44,41       |
| Blancs et nuls | Blancs et nuls          | Blancs et nuls | 147          | 1,76         | 238         | 3,47        |
| Exprimés       | Exprimés                | Exprimés       | 8 217        | 98,24        | 6 619       | 96,53       |

### Canton de Saint-Chéron
- Conseiller général sortant dans le canton de Saint-Chéron : Jean-Pierre Delaunay (UMP)
- Conseiller général élu dans le canton de Saint-Chéron : Jean-Pierre Delaunay (UMP)

| Candidats      | Candidats               | Étiquette      | Premier tour | Premier tour | Second tour | Second tour |
| Candidats      | Candidats               | Étiquette      | Voix         | %            | Voix        | %           |
| -------------- | ----------------------- | -------------- | ------------ | ------------ | ----------- | ----------- |
|                | Jean-Pierre Delaunay    | UMP            | 4 835        | 44,33        | 4 801       | 58,97       |
|                | Jean-François Degoud    | DVG            | 2 841        | 26,05        | 3 341       | 41,03       |
|                | Alexandre Touzet        | DVD            | 2 046        | 18,76        | Retrait     | Retrait     |
|                | Andrée-Pierrette Grange | PCF            | 1 185        | 10,86        |             |             |
|                |                         |                |              |              |             |             |
| Inscrits       | Inscrits                | Inscrits       | 18 570       | 100,00       | 18 568      | 100,00      |
| Abstentions    | Abstentions             | Abstentions    | 7 198        | 38,76        | 10 130      | 54,56       |
| Votants        | Votants                 | Votants        | 11 372       | 61,24        | 8 438       | 45,44       |
| Blancs et nuls | Blancs et nuls          | Blancs et nuls | 465          | 4,09         | 296         | 3,51        |
| Exprimés       | Exprimés                | Exprimés       | 10 907       | 95,91        | 8 142       | 96,49       |

### Canton de Saint-Germain-lès-Corbeil
- Conseiller général sortant dans le canton de Saint-Germain-lès-Corbeil : Yves Robineau (DVD)
- Conseiller général élu dans le canton de Saint-Germain-lès-Corbeil : François Fuseau (UMP)

| Candidats      | Candidats            | Étiquette      | Premier tour | Premier tour | Second tour | Second tour |
| Candidats      | Candidats            | Étiquette      | Voix         | %            | Voix        | %           |
| -------------- | -------------------- | -------------- | ------------ | ------------ | ----------- | ----------- |
|                | François Fuseau      | UMP            | 4 809        | 34,42        | 5 550       | 43,55       |
|                | Romain Desforges     | PS             | 3 803        | 27,22        | 4 771       | 37,43       |
|                | Nathalie Lavaud      | MoDem          | 2 620        | 18,75        | 2 424       | 19,02       |
|                | Benoît Amsallem      | Verts          | 1 747        | 12,50        |             |             |
|                | Jean-Paul Legangneux | FN             | 994          | 7,11         |             |             |
|                |                      |                |              |              |             |             |
| Inscrits       | Inscrits             | Inscrits       | 23 129       | 100,00       | 23 129      | 100,00      |
| Abstentions    | Abstentions          | Abstentions    | 8 820        | 38,13        | 10 076      | 43,56       |
| Votants        | Votants              | Votants        | 14 309       | 61,87        | 13 053      | 56,44       |
| Blancs et nuls | Blancs et nuls       | Blancs et nuls | 336          | 2,35         | 308         | 2,36        |
| Exprimés       | Exprimés             | Exprimés       | 13 973       | 97,65        | 12 745      | 97,64       |

### Canton de Saint-Michel-sur-Orge
- Conseiller général sortant dans le canton de Saint-Michel-sur-Orge : Jean-Loup Englander (PCF)
- Conseiller général élu dans le canton de Saint-Michel-sur-Orge : Jean-Loup Englander (DVG)

| Candidats      | Candidats           | Étiquette      | Premier tour | Premier tour | Second tour | Second tour |
| Candidats      | Candidats           | Étiquette      | Voix         | %            | Voix        | %           |
| -------------- | ------------------- | -------------- | ------------ | ------------ | ----------- | ----------- |
|                | Jean-Loup Englander | DVG            | 2 501        | 34,98        | 4 240       | 58,15       |
|                | Sophie Rigault      | UMP            | 2 233        | 31,24        | 3 051       | 41,85       |
|                | Jean-Louis Berland  | PS             | 2 019        | 28,24        | Retrait     | Retrait     |
|                | René Delmas         | FN             | 396          | 5,54         |             |             |
|                |                     |                |              |              |             |             |
| Inscrits       | Inscrits            | Inscrits       | 12 534       | 100,00       | 12 534      | 100,00      |
| Abstentions    | Abstentions         | Abstentions    | 5 244        | 41,84        | 4 916       | 39,22       |
| Votants        | Votants             | Votants        | 7 290        | 58,16        | 7 618       | 60,78       |
| Blancs et nuls | Blancs et nuls      | Blancs et nuls | 141          | 1,93         | 327         | 4,29        |
| Exprimés       | Exprimés            | Exprimés       | 7 149        | 98,07        | 7 291       | 95,71       |

### Canton de Savigny-sur-Orge
- Conseiller général sortant dans le canton de Savigny-sur-Orge : Éric Mehlhorn (UMP)
- Conseiller général élu dans le canton de Savigny-sur-Orge : Éric Mehlhorn (UMP)

| Candidats      | Candidats           | Étiquette      | Premier tour | Premier tour | Second tour | Second tour |
| Candidats      | Candidats           | Étiquette      | Voix         | %            | Voix        | %           |
| -------------- | ------------------- | -------------- | ------------ | ------------ | ----------- | ----------- |
|                | Éric Mehlhorn       | UMP            | 3 784        | 42,19        | 3 702       | 50,83       |
|                | Jean-Marc Defremont | PS             | 2 982        | 33,25        | 3 581       | 49,17       |
|                | Jean Estivill       | DVG            | 1 080        | 12,04        |             |             |
|                | François Damerval   | MoDem          | 749          | 8,35         |             |             |
|                | Thomas Brones       | PCF            | 374          | 4,17         |             |             |
|                |                     |                |              |              |             |             |
| Inscrits       | Inscrits            | Inscrits       | 16 859       | 100,00       | 16 859      | 100,00      |
| Abstentions    | Abstentions         | Abstentions    | 7 610        | 45,14        | 9 400       | 55,76       |
| Votants        | Votants             | Votants        | 9 249        | 54,86        | 7 459       | 44,24       |
| Blancs et nuls | Blancs et nuls      | Blancs et nuls | 280          | 3,03         | 176         | 2,36        |
| Exprimés       | Exprimés            | Exprimés       | 8 969        | 96,97        | 7 283       | 97,64       |

### Canton des Ulis
- Conseiller général sortant dans le canton des Ulis : Maud Olivier (PS)
- Conseiller général élu dans le canton des Ulis : Maud Olivier (PS)

| Candidats      | Candidats           | Étiquette      | Premier tour | Premier tour |
| Candidats      | Candidats           | Étiquette      | Voix         | %            |
| -------------- | ------------------- | -------------- | ------------ | ------------ |
|                | Maud Olivier        | PS             | 3 435        | 50,49        |
|                | Franck Del Boccio   | UMP            | 997          | 14,66        |
|                | Françoise Marhuenda | DVG            | 884          | 12,99        |
|                | Jean-Marie Ballo    | PCF            | 551          | 8,10         |
|                | Amina Eltmali       | MoDem          | 469          | 6,89         |
|                | Gaëlle Le Jeune     | Verts          | 467          | 6,86         |
|                |                     |                |              |              |
| Inscrits       | Inscrits            | Inscrits       | 12 471       | 100,00       |
| Abstentions    | Abstentions         | Abstentions    | 5 511        | 44,19        |
| Votants        | Votants             | Votants        | 6 960        | 55,81        |
| Blancs et nuls | Blancs et nuls      | Blancs et nuls | 157          | 2,26         |
| Exprimés       | Exprimés            | Exprimés       | 6 803        | 97,74        |

### Canton de Villebon-sur-Yvette
- Conseiller général sortant dans le canton de Villebon-sur-Yvette : Dominique Fontenaille (DVD)
- Conseiller général élu dans le canton de Villebon-sur-Yvette : Dominique Fontenaille (DVD)

| Candidats      | Candidats             | Étiquette      | Premier tour | Premier tour |
| Candidats      | Candidats             | Étiquette      | Voix         | %            |
| -------------- | --------------------- | -------------- | ------------ | ------------ |
|                | Dominique Fontenaille | DVD            | 4 844        | 50,11        |
|                | Thomas Chaumeil       | PS             | 3 035        | 31,40        |
|                | Michèle Loeber        | Verts          | 966          | 9,99         |
|                | Christophe Bedon      | MoDem          | 821          | 8,49         |
|                |                       |                |              |              |
| Inscrits       | Inscrits              | Inscrits       | 15 180       | 100,00       |
| Abstentions    | Abstentions           | Abstentions    | 5 266        | 34,69        |
| Votants        | Votants               | Votants        | 9 914        | 65,31        |
| Blancs et nuls | Blancs et nuls        | Blancs et nuls | 248          | 2,50         |
| Exprimés       | Exprimés              | Exprimés       | 9 666        | 97,50        |

### Canton de Viry-Châtillon
- Conseiller général sortant dans le canton de Viry-Châtillon : Gabriel Amard (PS)
- Conseiller général élu dans le canton de Viry-Châtillon : Paul Da Silva (PS)

| Candidats      | Candidats          | Étiquette      | Premier tour | Premier tour | Second tour | Second tour |
| Candidats      | Candidats          | Étiquette      | Voix         | %            | Voix        | %           |
| -------------- | ------------------ | -------------- | ------------ | ------------ | ----------- | ----------- |
|                | Paul Da Silva      | PS             | 3 457        | 35,43        | 4 502       | 55,77       |
|                | Jérôme Bérenger    | UMP            | 3 288        | 33,70        | 3 571       | 44,23       |
|                | Catherine Bompard  | MoDem          | 1 100        | 11,28        |             |             |
|                | Josette Breton     | FN             | 756          | 7,75         |             |             |
|                | Sophie Bisch       | Verts          | 605          | 6,20         |             |             |
|                | Jean-Pierre Morvan | PCF            | 550          | 5,64         |             |             |
|                |                    |                |              |              |             |             |
| Inscrits       | Inscrits           | Inscrits       | 18 625       | 100,00       | 18 625      | 100,00      |
| Abstentions    | Abstentions        | Abstentions    | 8 652        | 46,45        | 10 348      | 55,56       |
| Votants        | Votants            | Votants        | 9 973        | 53,55        | 8 277       | 44,44       |
| Blancs et nuls | Blancs et nuls     | Blancs et nuls | 217          | 2,18         | 204         | 2,46        |
| Exprimés       | Exprimés           | Exprimés       | 9 756        | 97,82        | 8 073       | 97,54       |

### Canton d’Yerres
- Conseiller général sortant dans le canton d'Yerres : François Durovray (UMP)
- Conseiller général élu dans la canton d’Yerres : Nicole Lamoth (DVD)

| Candidats      | Candidats               | Étiquette      | Premier tour | Premier tour |
| Candidats      | Candidats               | Étiquette      | Voix         | %            |
| -------------- | ----------------------- | -------------- | ------------ | ------------ |
|                | Nicole Lamoth           | DVD            | 8 700        | 56,37        |
|                | Véronique Hache-Aguilar | PS             | 3 362        | 21,78        |
|                | Sabine Di Renzo         | Verts          | 1 387        | 8,99         |
|                | Daphné Ract-Madoux      | MoDem          | 1 217        | 7,89         |
|                | Daniel Guernalec        | PCF            | 768          | 4,98         |
|                |                         |                |              |              |
| Inscrits       | Inscrits                | Inscrits       | 25 796       | 100,00       |
| Abstentions    | Abstentions             | Abstentions    | 9 952        | 38,58        |
| Votants        | Votants                 | Votants        | 15 844       | 61,42        |
| Blancs et nuls | Blancs et nuls          | Blancs et nuls | 410          | 2,59         |
| Exprimés       | Exprimés                | Exprimés       | 15 434       | 97,41        |

## Pour approfondir